# 加波山三枝祇神社
加波山三枝祇神社（かばさんさえなづみじんじゃ）は、茨城県桜川市の加波山山頂に鎮座する加波山信仰の神社の内、加波山三枝祇神社本宮（本宮）と三枝祇神社親宮（親宮）の総称。総花式に加波山三枝祇神社本宮親宮、または単に加波山神社本宮（親宮）、加波山本宮（親宮）ともいう。
登記名は「加波山三枝祗神社本宮」（「祇」ではなく「祗」）になっている。

## 概要
加波山権現として、日本三代実録の三枝祇神の比定社（国史見在社）である。
旧社格はともに村社。
親宮は本宮の管理下にあり、里宮（遥拝殿）は合併した。一方、茨城県神社庁の神社台帳では別個に登録があり、現在も山頂付近にそれぞれ拝殿と本殿を擁している。
本宮の本殿は山頂に鎮座し、その少し南側に拝殿がある。山頂より尾根筋北に200m程隔てて親宮の本殿が鎮座し、更にその北方に拝殿がある。両宮の里宮は加波山西麓の真壁町長岡にある。
加波山には両宮のほかに中宮（加波山神社、加波山神社中宮、加波山中宮。茨城県石岡市大塚）が鎮座する。明治以前は三社をして加波山権現と呼んだ。中宮は東麓の石岡市に、本宮と親宮は西麓の桜川市にそれぞれ伝統的な信仰圏を持っている。

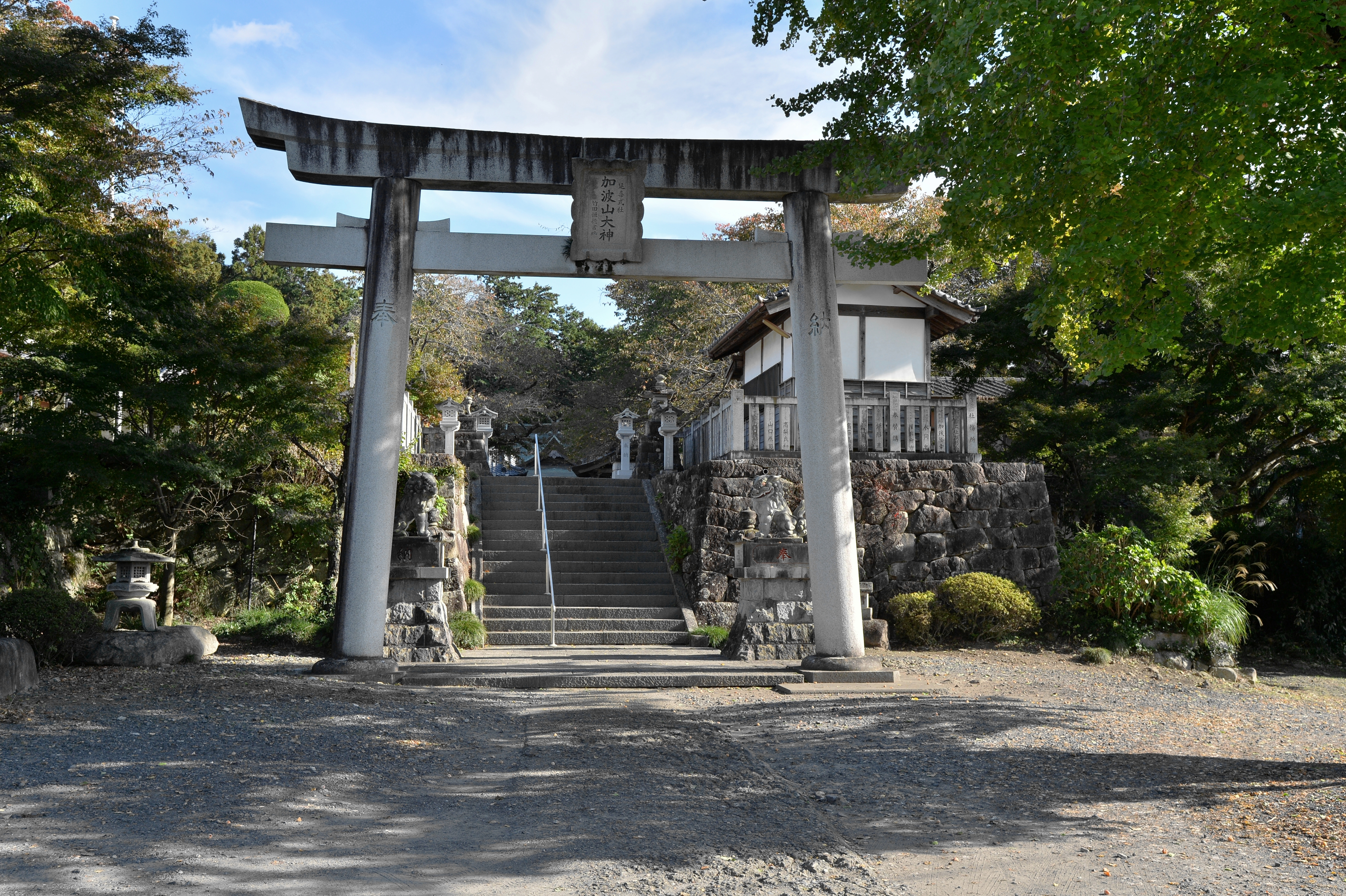
加波山本宮 里宮拝殿の鳥居（桜川市真壁町長岡）
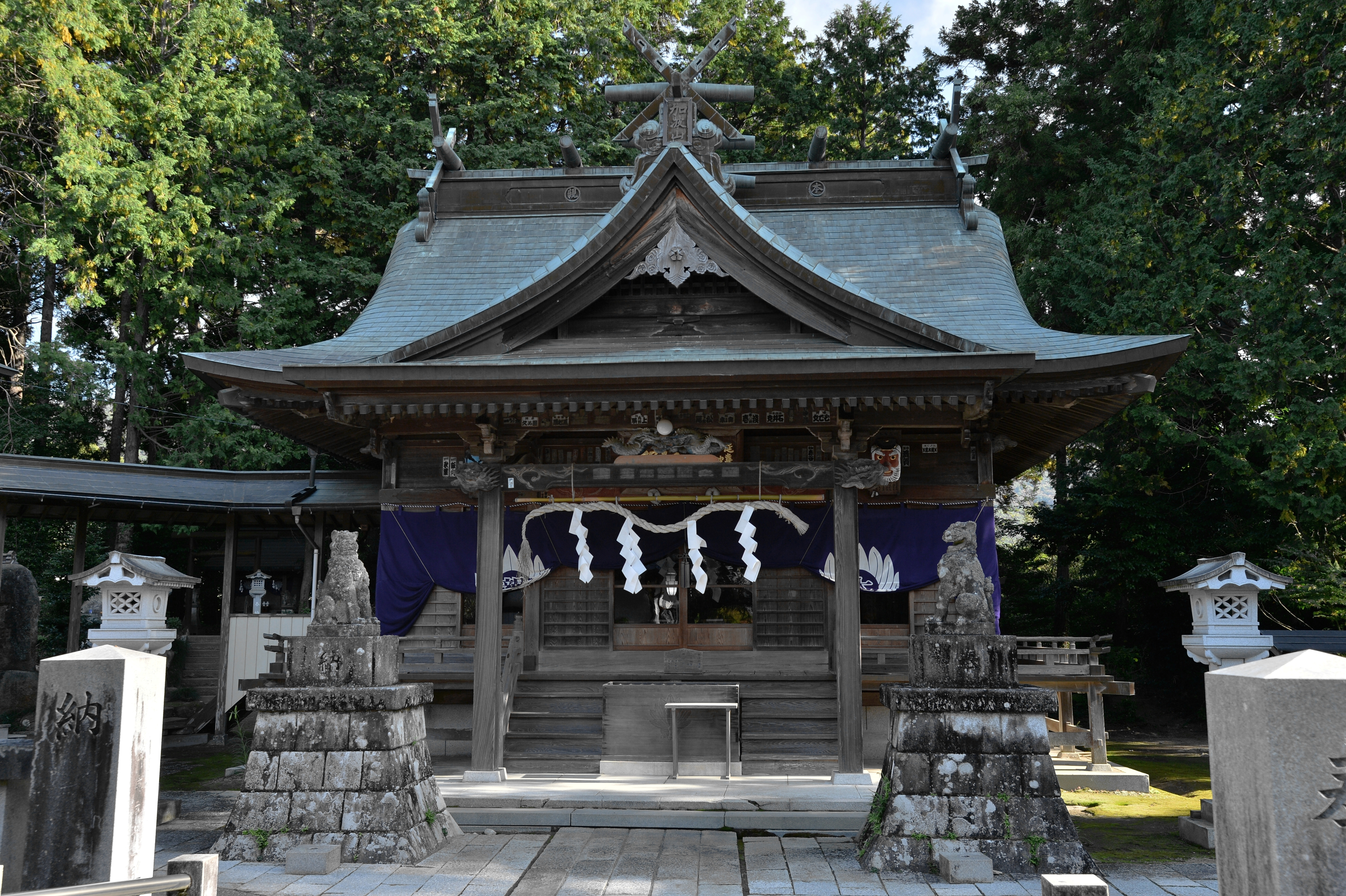
加波山本宮・親宮の里宮拝殿（桜川市真壁町長岡）

## 社格

### 神階
三枝祇神
- 貞観17年（876年）12月27日 - 従五位下（日本三大実録）
- 文政3年（1820年） - 正一位

### 近代社格制度
加波山神社
- 明治6年（1873年） - 郷社

## 祭神
加波山三枝祇神社本宮
伊弉冊命
速玉男命
事解男命
雷神（配祀）
大雷（おおいかづち）神、山雷（やまつち）神、野雷（のつち）神、火雷（ほのいかづち）神、黒雷神、稚雷（わかいかづち）神、裂雷（さくいかづち）神、土雷（つちのいかづち）神の8柱の総称。
三枝祇神社親宮
伊邪那美大神
速玉男命
事解男命
建許呂神
古来、五穀豊穣、鎮火、疫病除けの神と崇められている。

## 由緒

### 沿革
社伝に、景行天皇41年、日本武尊が東夷を平定するに際して加波山に登拝、神託により社殿を建てたのが創祀とも、茨城国造であった三枝部連がその祖神を祀ったものであるともいわれ、また神護景雲（768年）10月に黄泉国から伊弉冊命以下11柱が顕現し、大同年中（9世紀初）に徳一和尚が登拝して薬師・弥陀・釈迦の3尊を本地仏と定めて崇めたともいう。加波山権現は貞観17年（876年）に従五位下を授けられた国史見在社の常陸国三枝祇神に比定され、社伝によれば天慶2年（939年）の天慶の乱の兵火に罹り、天文15年（1546年）に真壁氏によって再建されたという。

### 近世の加波山権現
加波山権現は現在、本宮、親宮の当神社と中宮の3神社に分かれているが、遅くとも近世にはこの形態であった。明治初年（19世紀後葉）までは本宮は正幢院（しょうとういん）と、親宮は円鏡寺（えんきょうじ）と称し、宮寺一体の真言宗寺院で、加波山西麓の長岡村（現・桜川市）周辺に信仰圏を有する常陸国有数の修験道の霊場であった。
信仰内容が略共通するにもかかわらず、一山支配ではなく三山鼎立の現象が現れたのは、加波山が筑波山の枝峰である事から筑波山神社の下でその地位も低く、独自の信仰を展開するまでに至らなかったためとも見られる。
近世以降は本宮別当正幢院と親宮別当円鏡寺という宮寺一体の形態を採り、正幢院は楽法寺（桜川市）の末寺で、檀家を持たずに祈祷を専らとする寺院、円鏡寺は金剛院（現桜川市真壁町塙世の八柱神社）の末寺で、檀家を持つ滅罪寺院（葬儀を行う寺）としてそれぞれ異なる形態で経営された。
両寺院は慶安元年（1646年）に幕府から加波山（樺山）権現領として朱印地100石を認められ、これを50石づつ差配した。但し各50石という少領であったために維持経営のための別の財源確保が必要とされ、古くから加波山を修行場とした修験者（山伏）をそれぞれの宮に所属させて呪術や加持祈祷を行う「山先達（やませんだつ）」として組織化し、彼等の宗教行為を媒介として周辺部落に神輿を巡幸（現御分霊渡御祭）させたり、寛政（18世紀末）頃迄に山中の修行霊場を「禅定場（ぜんじょうば）」として整備するとともに登拝を促す組織として禅定講（ぜんじょうこう）を結成させたりする等の積極的な布教活動を展開し、それが地方的にせよ嵐除や殖産といった広範な信仰を獲得する要因となったと思われる。
なお、文化・文政年間（19世紀前葉）に周辺地域に禅定講が増加しているが、この時、本宮が組織化したのは主に加波山の西・南部、親宮は北部で、特に檀家を持たない本宮は神輿巡幸に際して親宮が3基を出御させたのに対して7基を出御する等のより積極的な姿勢を見せている。

### 神仏分離以降
明治元年（1868年）に神仏判然令が出されると、両寺院ともに還俗して神職となり、寺院は廃寺とした。
その後、本宮は旧正幢院の建物をそのまま里宮に転用して安定した歩みを示すのに対し、親宮の歩みは揉めたものとなる。当初は寺院時代の檀家を背景に長岡の氏神とされたが、明治37年（1904年）8月に管理・修復を目的として氏子一同が親宮の権利一切を鈴木宗吉という人物に委ねたところ、その後の大正年間（20世紀前葉）に氏子との間に不和が生じたため、鈴木宗吉を排斥して親宮は本宮の管理するところとなった。この際に親宮の里宮は廃され、現在は本宮の里宮が親宮の里宮を兼ねている。

## 祭祀
例祭・御分霊渡御祭
例祭は4月8日であるが、1月7日から例祭日に至る期間に御分霊渡御祭（加波山神輿渡御）が行われる。1月7日に出御する神輿が、真壁町を中心に下野、下総方面まで巡幸し、巡幸先の部落では若衆を中心とする信者によって巡送され、また、神輿には「春祈祷」と称して神官又は山先達がつき、特に山先達は巡幸先で加持祈祷を行なって村中安全の辻札や家内安全の神札を配布し、或いは求めに応じて治病等の祈祷を行う。例祭ともども元禄5年（1692年）から始まったものという。
禅定祭
8月1日から20日までは修験道の流れを汲む禅定祭が行われ、信者は「行者」として白衣に草鞋を履き、金剛杖を突いて山先達の案内で「六根清浄」と唱えながら、山内に設定された700余箇所の「禅定場」を巡拝する。修験道における山中抖擻の修行に倣ったものである。
鎮火祭
冬至の日に斎行される鎮火祭（火渉祭）は応永3年（1396-97年）に始まるといい、薪の上を素足で踏み渉り無病息災を祈り、薪の燃えさしを各家庭に持ち帰り軒先に吊るす。

## 摂末社
加波山中に設けられた737所の禅定場を末社とする。